# Gare de Handzame
La gare de Handzame est une ancienne gare ferroviaire belge de la ligne 73, de Deinze à La Panne située à Handzame, section de la ville de Kortemark, dans la province de Flandre-Occidentale en Région flamande.

## Situation ferroviaire
Établie à 8 m d'altitude, la gare de Handzame était située au point kilométrique (PK) 40.4 de la ligne 73, de Deinze à La Panne (frontière française) entre la gare, ouverte, de Kortemark et celle, fermée, de Zarren. Cette ligne résulte du regroupement des chemins de fer de Deinze à Tielt (Chemins de fer de la Flandre-Occidentale), de Tielt à Lichtervelde (État belge), Lichtervelde à Furnes, et de Furnes à la frontière française (Compagnie de Furnes à Dunkerque).

## Histoire
La station de Handzaeme est mise en service, le 11 mai 1858,[réf. souhaitée] par la Compagnie du chemin de fer de Lichtervelde à Furnes qui inaugure le même jour la ligne reliant ces deux localités.
La compagnie s’intègre en 1867 dans la Société générale d'exploitation de chemins de fer (SGE) qui regroupe plusieurs des lignes avoisinantes. L'État belge rachète la concession de Lichtervelde à Furnes en 1879 après la dissolution du syndicat d'exploitation. L'année suivante, il inaugure la section de Lichtervelde à Tielt permettant une liaison plus directe entre Gand et la frontière française près de La Panne.
Le bâtiment des origines est remplacé en 1894 par une gare de plan type 1881. Il diffère en cela des nouvelles gares de Zarren et Oostkerke bâties peu de temps après qui opteront pour le nouveau plan type 1895.
Lors de la Première Guerre mondiale, plusieurs constructions de la commune sont ravagées, notamment l'école toute proche, mais le bâtiment de la gare reste debout. Une photographie prise pendant l'occupation montre la gare en bon état avec une clôture en bois supplémentaire courant jusque sous la marquise de quai afin d'isoler l'accès aux trains, renforçant les contrôles.
La suppression des arrêts de Handzame, Zarren et Esen a lieu le 30 mai 1981.

## Patrimoine ferroviaire
L'aspect du premier bâtiment des recettes est méconnu. Il datait de 1860.
En 1894, l'État belge le remplace par un nouveau bâtiment de gare, appartenant au plan type 1881. Des constructions similaires ont été érigées à la même période pour remplacer deux bâtiments temporaires sur la ligne de Lichtervelde à Tielt. Peu après, l'État belge remplace deux bâtiments d'origine (Zarren et Oostkerke) par une version légèrement révisée, qualifiée de plan type 1895 (la différence réside dans la forme de l'aile de service). La nouvelle gare de Lichtervelde, construite vers 1912-1914, est une autre version, plus grande, de ce second modèle.
Rendu inutile par la fermeture de la gare, il est racheté en 1985 par la commune qui le réaménage en locaux pour le mouvement de jeunesse Chiro. Les corniches d'origine en bois ont été remplacées par de simples gouttières.
Il est listé depuis 2009 au patrimoine architectural flamand.

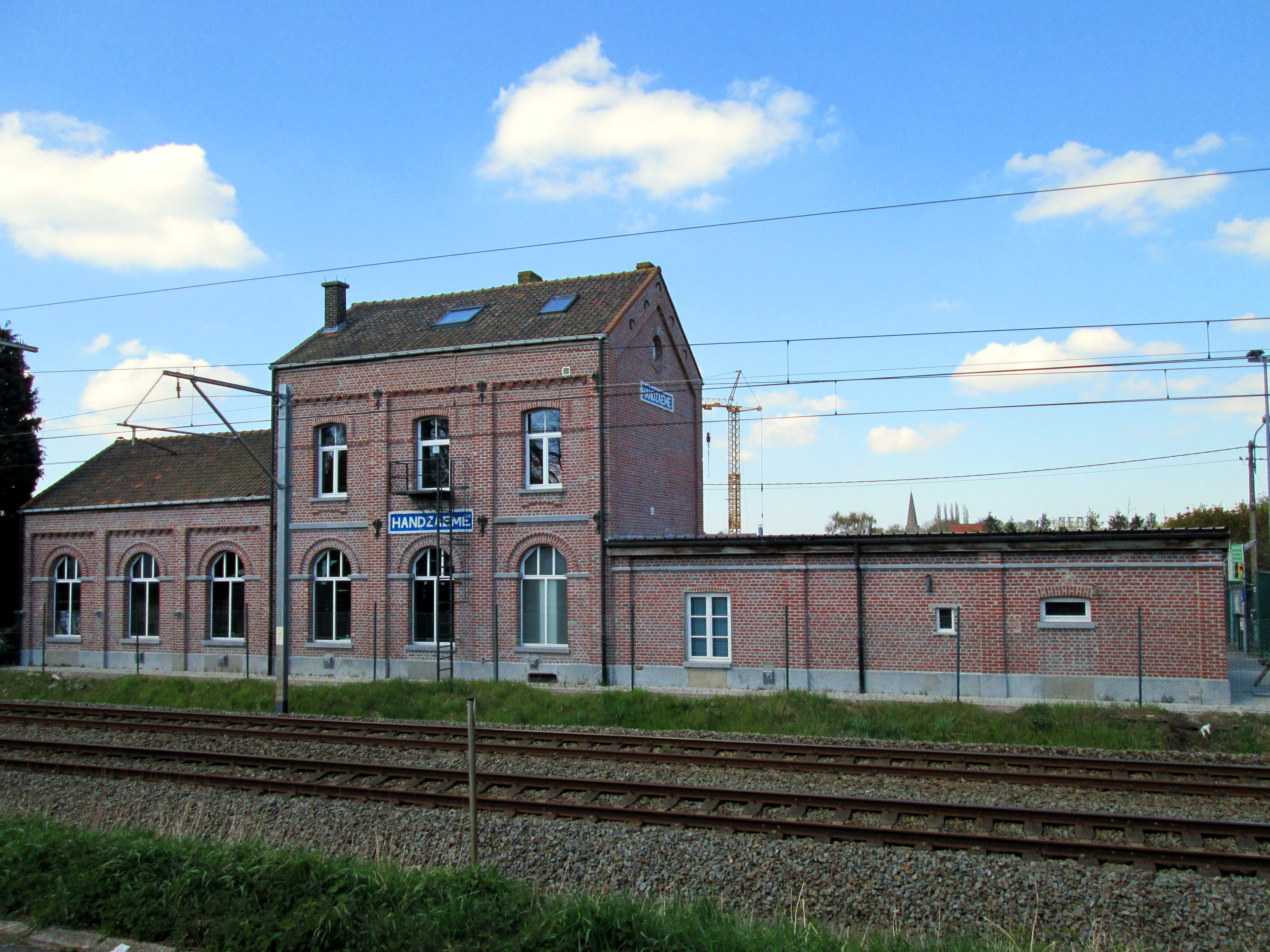
Bâtiment de la gare en 2013.
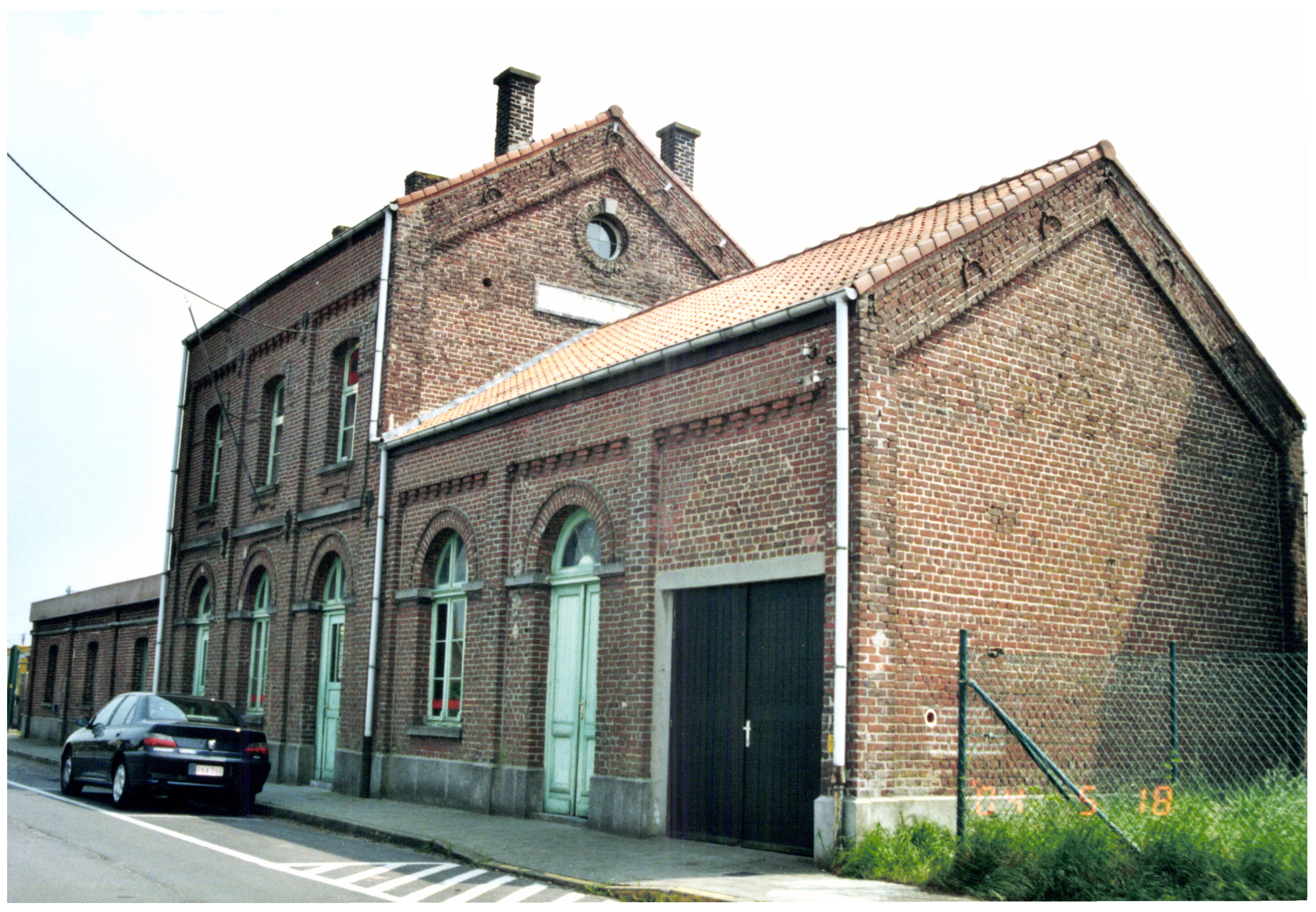
2004.
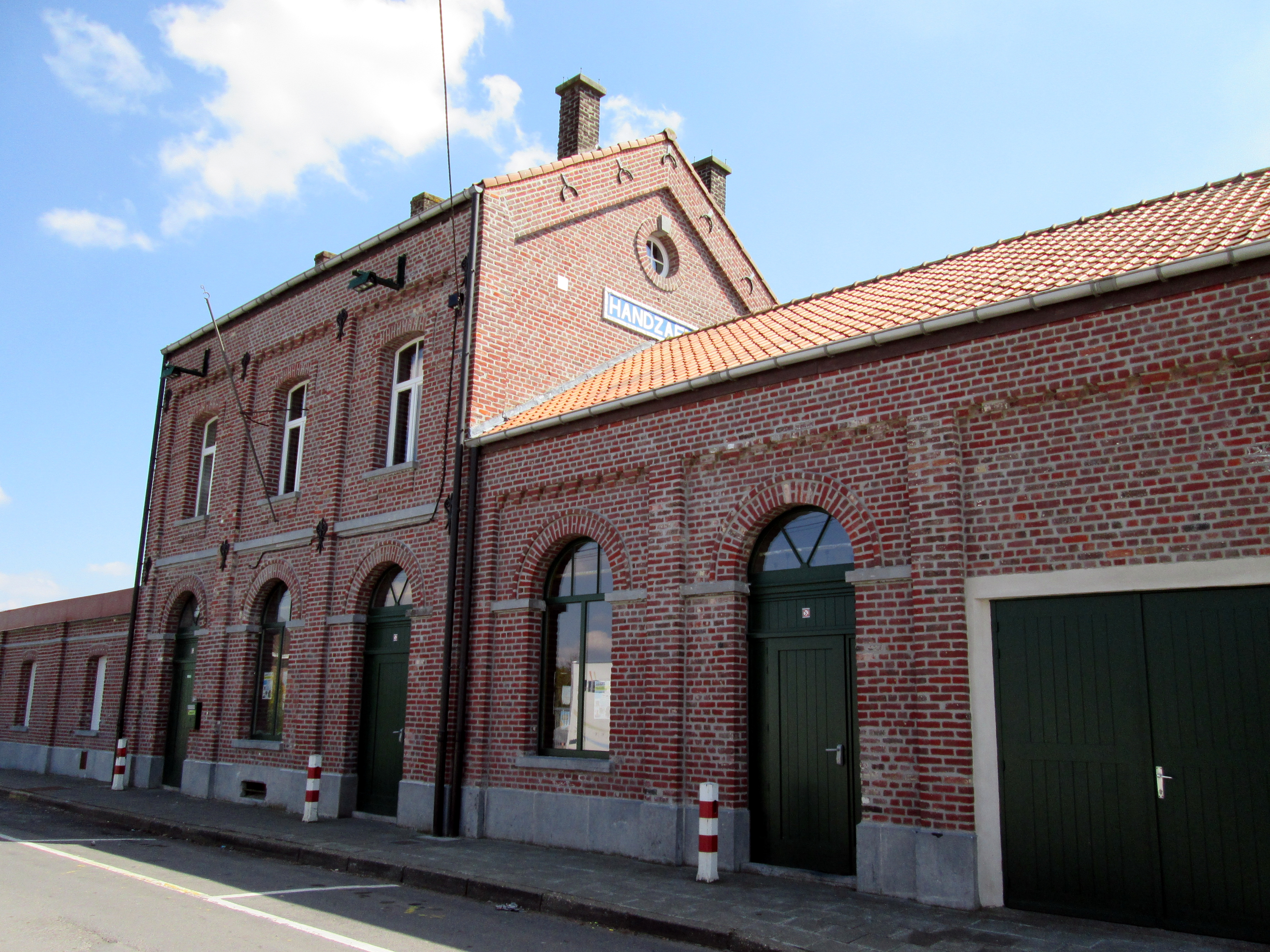
Après rénovation.
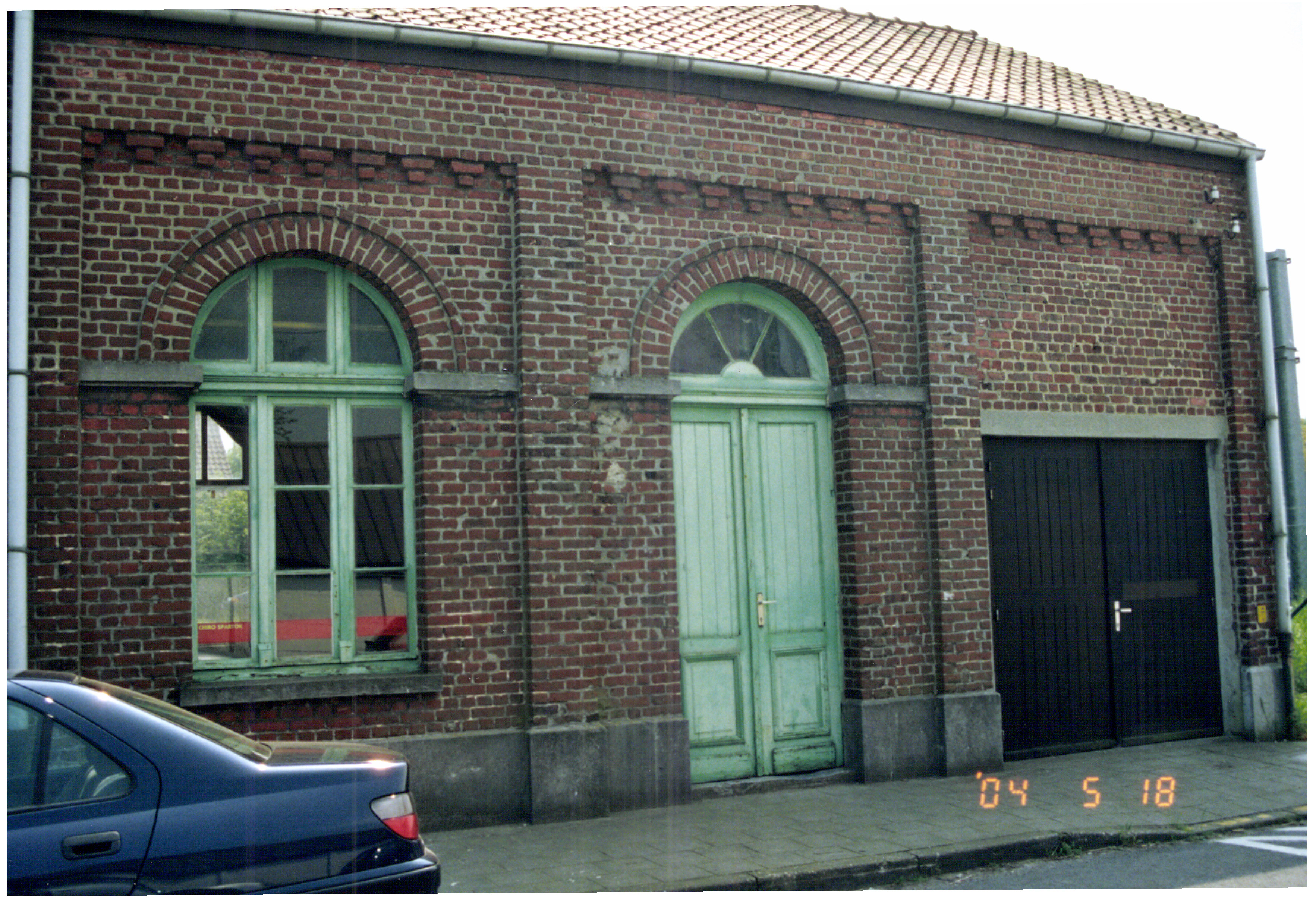
Une porte de garage a remplacé la dernière fenêtre.